# Problem-Oriented Medical Information System
Problem-Oriented Medical Information System (PROMIS) - wyspecjalizowany system hipertekstowy zaprojektowany do obsługi medycznej bazy wiedzy, opracowany w 1976 r. w University of Vermont - pierwszymi autorami byli Jan Schultz i dr Larry Weed. 
Był to system interaktywny, oparty na ekranie dotykowym. Jego zaletą było szybkość reakcji systemu na żądanie użytkownika. W szczytowym momencie PROMIS zawierał ok. 60 tys. rekordów.